# Route nationale 53
Die Route nationale 53, kurz N 53 oder RN 53, war eine französische Nationalstraße.
Diese Straßennummer ging 1824 aus der Route impériale 70 hervor.
Bis zum Jahr 1973 führte der Streckenverlauf auf einer Gesamtlänge von 47,5 Kilometern in Nord-Süd-Richtung von Metz bis zum Grenzübergang mit Luxemburg.
1973 erfolgte die Herabstufung des Abschnitts von Metz bis Thionville. Zur gleichen Zeit wurde der von der N 412 der Abschnitt von Florange bis Thionville von der Route nationale 412 übernommen.
2006 erfolgte die endgültige Herabstufung zu verschiedenen Département-Straßen auf dem gesamten Streckenverlauf.
In Luxemburg wird die Nationalstraße als N 3 fortgesetzt.
Zusätzlich hatte die Straße eine Zweigstrecke, die von Thionville zur deutschen Grenze führte. Sie wurde als Nationalstraße N 53BIS bezeichnet.